# IGN
IGN é um site americano de mídia de jogos eletrônicos e entretenimento operado pela IGN Entertainment Inc., uma subsidiária da Ziff Davis, Inc. A sede da empresa está localizada no distrito Soma de São Francisco e é liderada por seu ex-editor-chefe, Peer Schneider. O site do IGN foi criado pelo empresário de mídia Chris Anderson e lançado em 29 de setembro de 1996. Ele se concentra em jogos, filmes, televisão, quadrinhos, tecnologia e outras mídias. Originalmente uma rede de sites de desktop, o IGN agora também é distribuído em plataformas móveis, programas de console no Xbox e PlayStation, FireTV, Roku e via YouTube, Twitch, Hulu e Snapchat.
O portal já foi classificado como um dos duzentos mais visitados no mundo, e em abril de 2005 teve 24 milhões de visitas em apenas um mês, de acordo com a SimilarWeb.
O site também está disponível em japonês, coreano,  português europeu e brasileiro.

## História

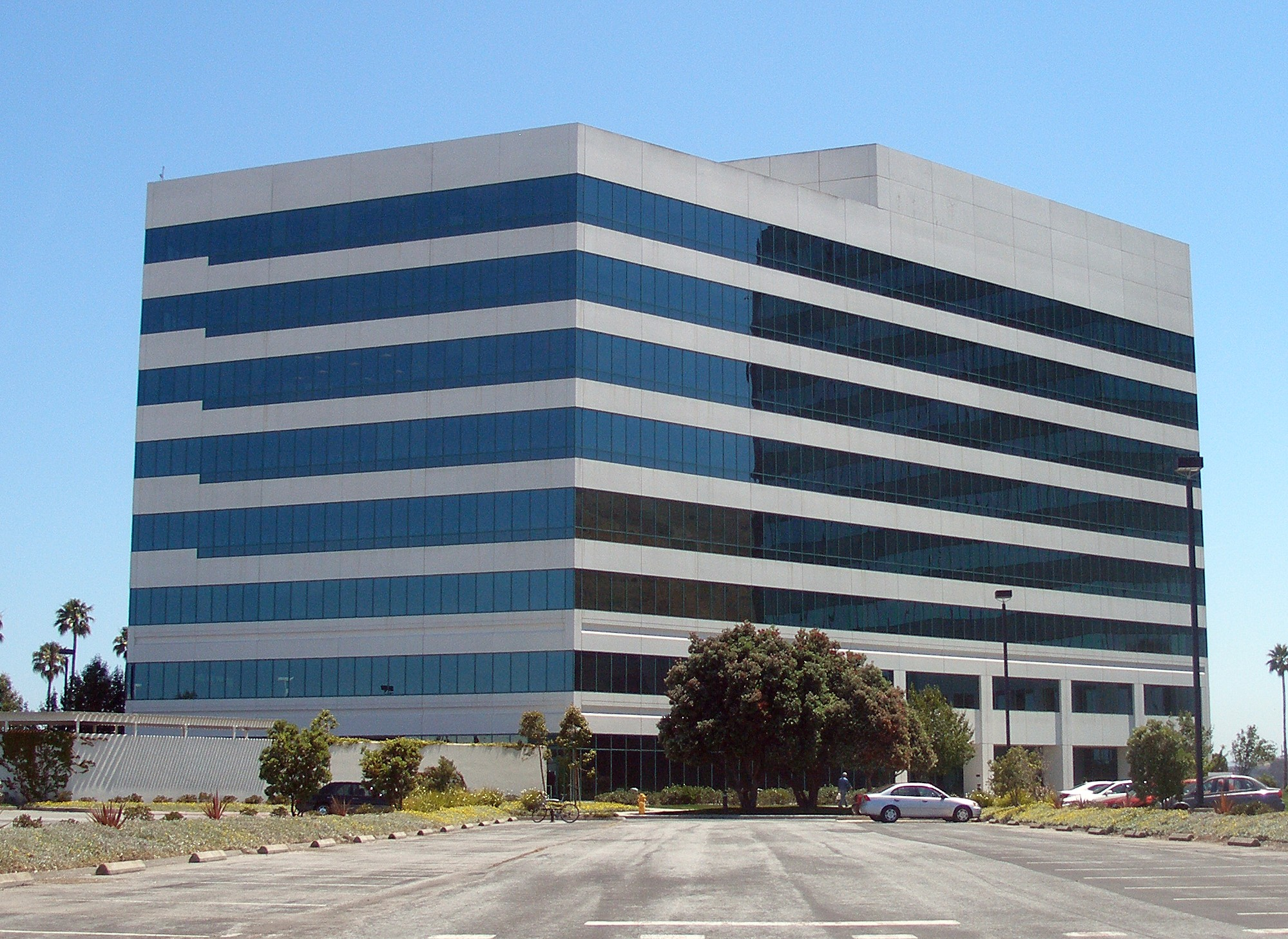
Antiga sede da IGN Entertainment em Brisbane, California

Criada em setembro de 1996 como a Imagine Games Network, a rede de conteúdo IGN foi fundada pelo executivo Jonathan Simpson-Bint e começou como cinco sites individuais dentro da Imagine Media: N64.com (mais tarde renomeado ign64.com), PSXPower, Saturnworld, Next-Generation.com e Ultra jogadores de jogos online. Imagine expandiu seus sites próprios e operados criando uma rede de afiliados que incluía vários fansites independentes, como PSX Nation.com, Sega-Saturn.com, Game Sages e Gamefaqs. Em 1998, a rede lançou uma nova página inicial que consolidou os sites individuais como canais de sistema sob a marca IGN. A página inicial expôs conteúdo de mais de 30 canais diferentes. A Next-Generation e a Ultra Game Players Online não fizeram parte dessa consolidação; U.G.P.O. se dissolveu com o cancelamento da revista, e a Next-Generation foi colocada "em espera" quando a Imagine decidiu se concentrar no lançamento da marca de curta duração Daily Radar.
Em fevereiro de 1999, a PC Magazine nomeou a IGN um dos cem melhores sites, ao lado dos concorrentes GameSpot e CNET Gamecenter. Nesse mesmo mês, a Imagine Media incorporou uma spin-off que incluía o IGN e os seus canais afiliados como Affiliation Networks, enquanto a Simpson-Bint permaneceu na antiga empresa. Em setembro, a recém-criada empresa de mídia independente de internet mudou seu nome para Snowball.com. Ao mesmo tempo, o pequeno site de entretenimento The Den se fundiu na IGN e adicionou conteúdo não relacionado a jogos à crescente rede. Snowball realizou um IPO em 2000, mas perdeu a maioria de suas outras propriedades durante a bolha dot-com. A IGN prevaleceu com o aumento do número de audiências e um serviço de assinatura recém-estabelecido chamado IGN Insider (mais tarde IGN Prime), que levou ao derramamento do nome "Snowball" e adoção da IGN Entertainment em 10 de maio de 2002.
Em junho de 2005, o IGN relatou ter 24 milhões de visitantes únicos por mês, com 4,8 milhões de usuários registrados em todos os departamentos do site. IGN foi classificado entre os 500 sites mais visitados de acordo com Alexa. Em Setembro de 2005, a IGN foi adquirida pela News Corporation, o império empresarial multimédia de Rupert Murdoch império empresarial multimídia, News Corporation, por $650 milhões de dólares.

#### Aquisição da UGO, venda à Ziff Davis
Em 2011, a IGN Entertainment adquiriu sua rival UGO Entertainment (proprietária da 1up.com) da Hearst Corporation. Em última análise, a News Corp. planejou a cisão da IGN Entertainment como uma empresa de capital aberto, continuando uma série de desinvestimentos para propriedades digitais que havia adquirido anteriormente (incluindo MySpace e Photobucket).
Em 4 de fevereiro de 2013, após uma tentativa fracassada de cisão da IGN como uma empresa separada, a News Corp. anunciou que havia vendido a IGN Entertainment para a editora Ziff Davis, que foi recentemente adquirida pela J2 Global. Detalhes financeiros sobre a compra não foram revelados. Antes de sua aquisição pela UGO, a 1UP.com já havia sido de propriedade da Ziff Davis.Logo após a aquisição, a IGN anunciou que iria despedir pessoal e encerrar a Gamespy, a 1UP.com e a UGO para se concentrar nas suas principais marcas, a IGN e a AskMen.